# Böhmische Brüder

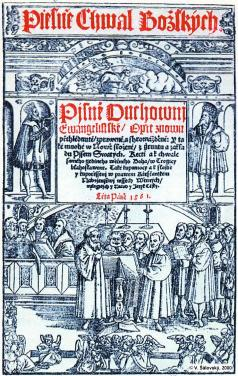
Gesangbuch der Böhmischen Brüder, 1561

Böhmische Brüder (auch Mährische Brüder, tschechisch: Jednota bratrská; lateinisch: Unitas fratrum, hieraus eingedeutscht auch Brüder-Unität; als Xenonym früher auch Lammsbrüder) waren eine religiöse Gemeinschaft, die im 15. und 16. Jahrhundert insbesondere in Böhmen auftrat und sich aus Mitgliedern der Taboriten und Waldenser bildete. Kennzeichen der Böhmischen Brüder in Lehre und Lebensweise waren eine am Urchristentum orientierte religiöse Auffassung, Kirchenzucht, die Verweigerung der Ableistung von Kriegsdienst und Eid sowie die Ablehnung, öffentliche Ämter zu bekleiden.

## Geschichte
Nach der Verbrennung des bedeutenden böhmischen Reformators Jan Hus auf dem Konzil von Konstanz im Jahre 1415 spalteten sich die nach ihm benannten Hussiten in zwei Parteien, die pragmatischen Utraquisten und die radikalen Taboriten. Zunächst konnten sich diese reformatorischen Gruppen mit der damals üblichen Fremdbezeichnung Böhmische Brüder, bzw. der Eigenbezeichnung Unitas Fratrum (Brüder-Unität), behaupten. Jedoch versuchte die böhmisch-luxemburgische Königsdynastie, die Hussiten aus Kirchen- und Staatsämtern auszuschließen, was zu heftigen Unruhen führte und schließlich mit der Kreuzzugsbulle von Papst Martin V. vom März 1420 dann in die Hussitenkriege mündete. Während dieser in Böhmen und den angrenzenden Ländern wütenden Kämpfe gegen die Katholiken entbrannte auch ein jahrelanger gewalttätiger Kampf unter den beiden hussitischen Gruppen.

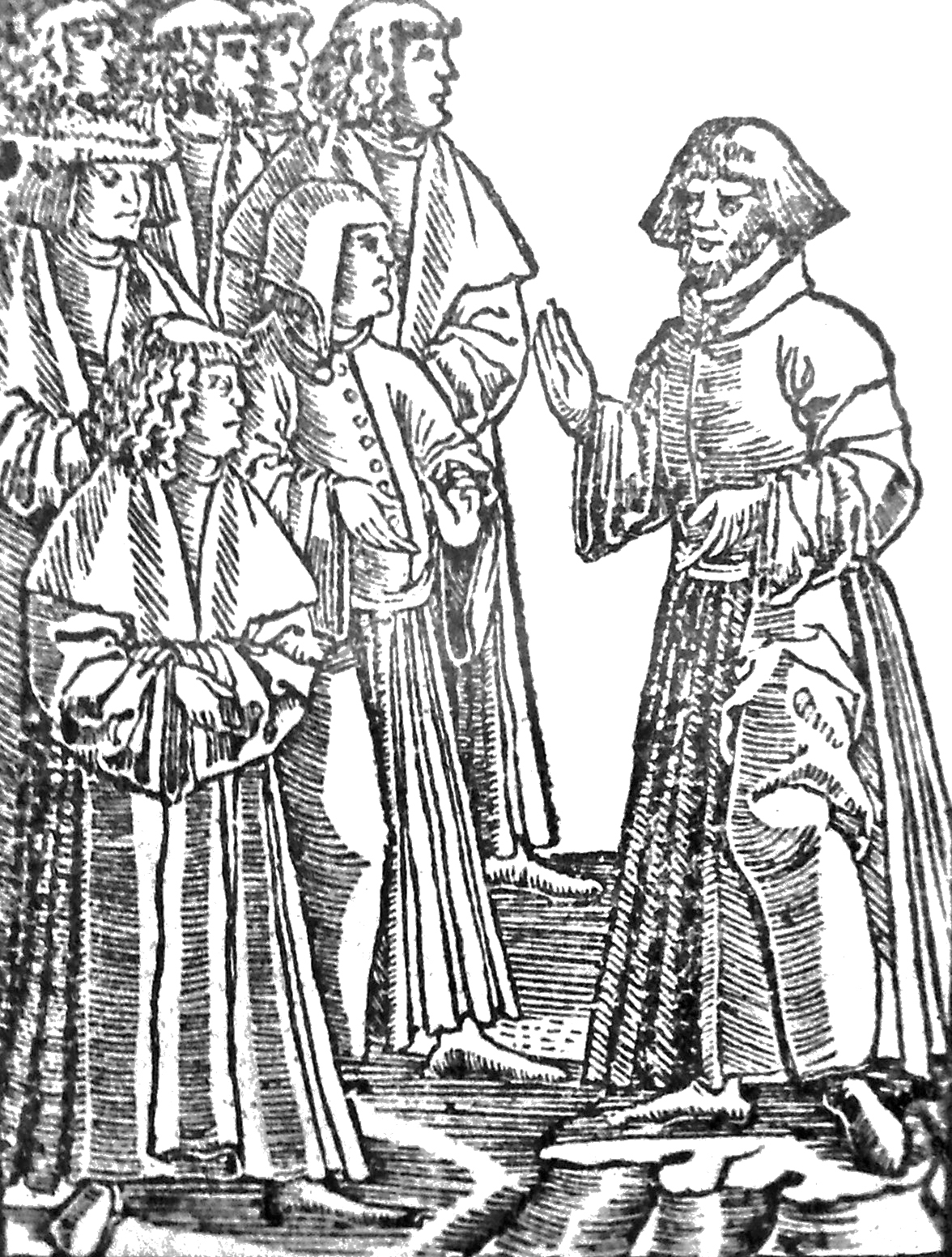
Petr Chelčický (ca. 1390–1460)

Der Prediger und Theologe Petr Chelčický war ein Anhänger von Jan Hus. Nach dessen Tod zerstritt er sich theologisch mit Hus’ Nachfolger als Prediger an der Bethlehemskapelle in Prag, dem Utraquisten Jakobellus von Mies, der die These vertrat, dass man das Gotteswort rechtens auch mit dem Schwert verteidigen dürfe. Diese These nahmen auch die Taboriten an und begründeten damit ihre militärischen Züge. Petr Chelčický jedoch lehnte jede Gewalt ab. Seit 1420 zurückgezogen auf seinem Gut in Südböhmen lebend, entwickelte Chelčický in diversen Traktaten und Abhandlungen in alttschechischer Sprache, beeinflusst von John Wyclif (1330–1384), eine radikal pazifistische Vision des Christentums, er erstrebte eine Rückkehr zum Urchristentum, postulierte die Gleichheit aller Christen, rief zu freiwilliger Armut auf, lehnte das Mönchstum ab, sprach sich gegen die Wehrpflicht aus und lehnte den Eid ab. Er kritisierte die damalige ständische Gesellschaftsordnung der Grundherrschaft und Erbuntertänigkeit. Obwohl er Laie war, gewann Chelčický als bedeutender Denker auf dem Gebiet der Theologie großen Zuspruch aufgrund seines Plädoyers für freiwillige Armut. König Georg von Podiebrad übergab seiner Anhängerschaft, den Petr Chelčický-Brüdern, 1457 das Gut Kunwald als Wohnsitz. Trotz mancher Verfolgung wuchs die Zahl der Anhänger weiter an, sodass diese 1467 auf einer Versammlung in Lhotka bei Reichenau beschloss, sich eine Ordnung gemäß apostolischem Vorbild zu geben. Durch Los wurden drei Priester aus der Mitte der Versammlung gewählt; einer von diesen, Matthias von Kunwald, wurde Bischof. Ihre Weihe erfolgte durch den Bischof Michael von Žamberk, der vorher seinerseits von einem Waldenserbischof geweiht worden war.
Gegen die Vertreter der strengen Grundsätze richtete sich bald eine Gruppe, die mildere Elemente einführen wollte, die sogenannte Brüderunität (Unitas fratrum). Auf der Synode zu Reichenau 1494 kam diese Gruppe unter Lukas von Prag an die Macht, der zweiter Begründer der Bruderschaft war. Bis zu seinem Tod am 11. Dezember 1528 übte er großen Einfluss auf die Bruderschaft aus. Statt eines Bischofs bestand die oberste Leitung der Bruderunität aus einem Rat von vier Senioren.
Die strengere Gemeinschaft trat ab 1494 unter dem Namen Kleine Partei (im Gegensatz zur Großen Partei) oder Amositen auf und hielt an der strengen ethischen Haltung der ersten Brüder fest. So lehnte die Kleine Partei den Schwur von Eiden und die Ausübung staatlicher Ämter ab, während die Große Partei der Böhmischen Brüder den Eid, staatliche Ämter und unter bestimmten Voraussetzungen auch die Todesstrafe inzwischen akzeptierte. Als Führerfigur der Kleinen Partei trat seit 1523/1524 Jan Kalenec auf. Kalenec verwarf auch die Lehre von der Trinität und die Kindertaufe und stand in Kontakt mit der mährischen Täuferbewegung. Die Kleine Partei existierte noch etwa 50 Jahre neben der Brüderunität.
Weder die friedlichen Bekehrungsversuche der Dominikaner um 1500 noch die blutigen Verfolgungen durch König Wladislaw II. (1503–1516) oder dessen St.-Jakobs-Mandat führten die Brüder zur katholischen Kirche zurück. Auch Martin Luther, der mehrfach mit ihnen verhandelte, konnte sie nicht auf seine Seite ziehen, da sie auf dem Zölibat des Klerus, den sieben Sakramenten und der eucharistischen Lehre nach katholischem Glauben und apostolischer Tradition bestanden.
Nach Lukas’ Tod verloren die Brüder jedoch mehr und mehr ihren eigentümlichen Charakter und wandten sich, um weitere Anerkennung zu gewinnen oder wenigstens geduldet zu werden, erst der lutherischen und später der reformierten Lehre zu.
1548 mussten viele Brüder infolge der erneuten Verfolgung durchs katholische Böhmen nach Polen und ins Herzogtum Preußen auswandern. Sie mussten ihre angestammten Siedlungen in den Städten Chlumec und Turnau räumen und siedelten sich mehrheitlich in Posen und Thorn an.
Im Jahr 1557 wurde auf der Synode der Kirche der Böhmischen Brüder in Sležany in Mähren die polnische Provinz der Unität eingerichtet, als dritte nach der mährischen und der böhmischen. Sie umfasste auch die Brüdergemeinen im Herzogtum Preußen. Georg Israel wurde zum ersten Bischof (Senior) dieser Provinz sowie zum Richter für ganz Polen gewählt. Damit war er für die Leitung der polnischen Gemeinen zuständig. Unter seiner Führung erlebte die Unität in Polen einen starken Aufschwung. 1570 schlossen die Böhmischen Brüder in Polen mit den Lutheranern und den Reformierten den Consensus von Sandomir, durch den sie 1573 in den „Dissidentenfrieden“ der Konföderation von Warschau einbezogen wurden.
Auch in Böhmen erreichte man die Duldung durch die Confessio Bohemica im Jahr 1575, die einen Vergleich der Brüder mit den Lutheranern, den Reformierten und den Calixtinern darstellt. Aufgrund dieser Confessio stellte Kaiser Rudolf II. 1609 den Majestätsbrief aus.
Während des Dreißigjährigen Krieges wurde die Gemeinschaft der Brüder in Böhmen fast vollständig vernichtet, die Mitglieder konnten sich nur noch heimlich versammeln. Viele flohen, auch ihr Bischof Johann Amos Comenius musste 1628 seine Heimat verlassen.
Als (erneuerte) Brüdergemeine erlebten sie ab 1722 in Herrnhut durch die Förderung Nikolaus Ludwig von Zinzendorfs eine zweite Blüte. Einige von ihnen siedelten sich 1737 bei Berlin in Böhmisch Rixdorf an. Vereinzelt kamen die Böhmischen Brüder unter Joseph II. auch in Böhmen und Mähren wieder zum Vorschein, mussten sich aber zu einer der beiden ausschließlich geduldeten evangelischen Konfessionen bekennen: der Augsburgischen (lutherischen) oder der Helvetischen (reformierten). Nur die engere Herrnhuter Brüdergemeine erhielt 1880 die staatliche Anerkennung in der Habsburgermonarchie. Auch die 1918 aus der Union der reformierten und lutherischen Gemeinden in Böhmen und Mähren hervorgegangene Evangelische Kirche der Böhmischen Brüder versteht sich als in der Tradition der Böhmischen Brüder wurzelnd.
Die 1501 wohl in Prag erschienene, verschollene geistliche Liedersammlung in tschechischer Sprache, die lange Zeit als erstes Gesangbuch der Böhmischen Brüder galt, gehört eher in den Umkreis der Utraquisten. Das erste deutschsprachige Gesangbuch der Böhmischen Brüder gab Michael Weiße 1531 heraus. 1544 gab Johann Horn eine veränderte und erweiterte Neuausgabe von Weißes Gesangbuch heraus, weitere Auflagen folgten.
Im Jahr 1903 bildeten tschechische Protestanten, die nach Texas ausgewandert waren, die Evangelical Unity of the Bohemian-Moravian Brethren in North America als Erneuerung der alten Brüder-Unität. Zu der Kirche, die seit Mitte des 20. Jahrhunderts ihre Gottesdienste in englischer Sprache feiert und seit 1959 Unity of the Brethren heißt, gehören etwa 30 Gemeinden.
Akten und eine Bibliothek der Böhmischen Brüder wurden 2015 von der UNESCO in die Liste des Weltdokumentenerbes aufgenommen.